# La Bataille du cratère
La Bataille du cratère est le 63e album de la série Les Tuniques bleues, scénarisé par Raoul Cauvin, dessiné par Willy Lambil et mis en couleur par Vittorio Leonardo. Comportant 48 planches, l'album est paru en octobre 2019 chez l'éditeur Dupuis.

## Résumé
Le général Grant demande de l'aide au général Alexander. Ce dernier envoie le caporal Blutch et le sergent Chesterfield car leur régiment doit se reformer après une charge du Capitaine Stark. Une fois sur place, ils découvrent un siège se dégradant car l'Union dispose, pour prendre Petersburg aux mains des Confédérés, de deux unités qui se détestent, l'une étant composée de Blancs avec un chef alcoolique et l'autre est composée de Noirs n'appréciant pas d'avoir un chef blanc. C'est dans ce contexte désespéré qu'un lieutenant‑colonel nommé Pleasants propose de creuser un tunnel en dessous des positions ennemies afin de les faire sauter. Le caporal Blutch et le sergent Chesterfield se retrouvent donc avec une pelle et une pioche, commençant ce long travail d'excavation.

## Analyse
Le récit s'inspire d'un fait historique : la Bataille du Cratère.